# Microdancing
«Microdancing» es una canción y el segundo sencillo oficial del grupo musical argentino Babasónicos para su noveno álbum de estudio Mucho, publicado en 2008.

## Significado
El origen y significado de la canción se remonta a un día en que Adrián Dárgelos junto a Diego Castellano y Diego Rodríguez se encontraban trabajando en su estudio, colocando caños y realizando otras tareas de construcción.

## Lista de canciones
1. «Microdancing» - 3:22[6]